# Sergei Alexandrowitsch Kolesnikow

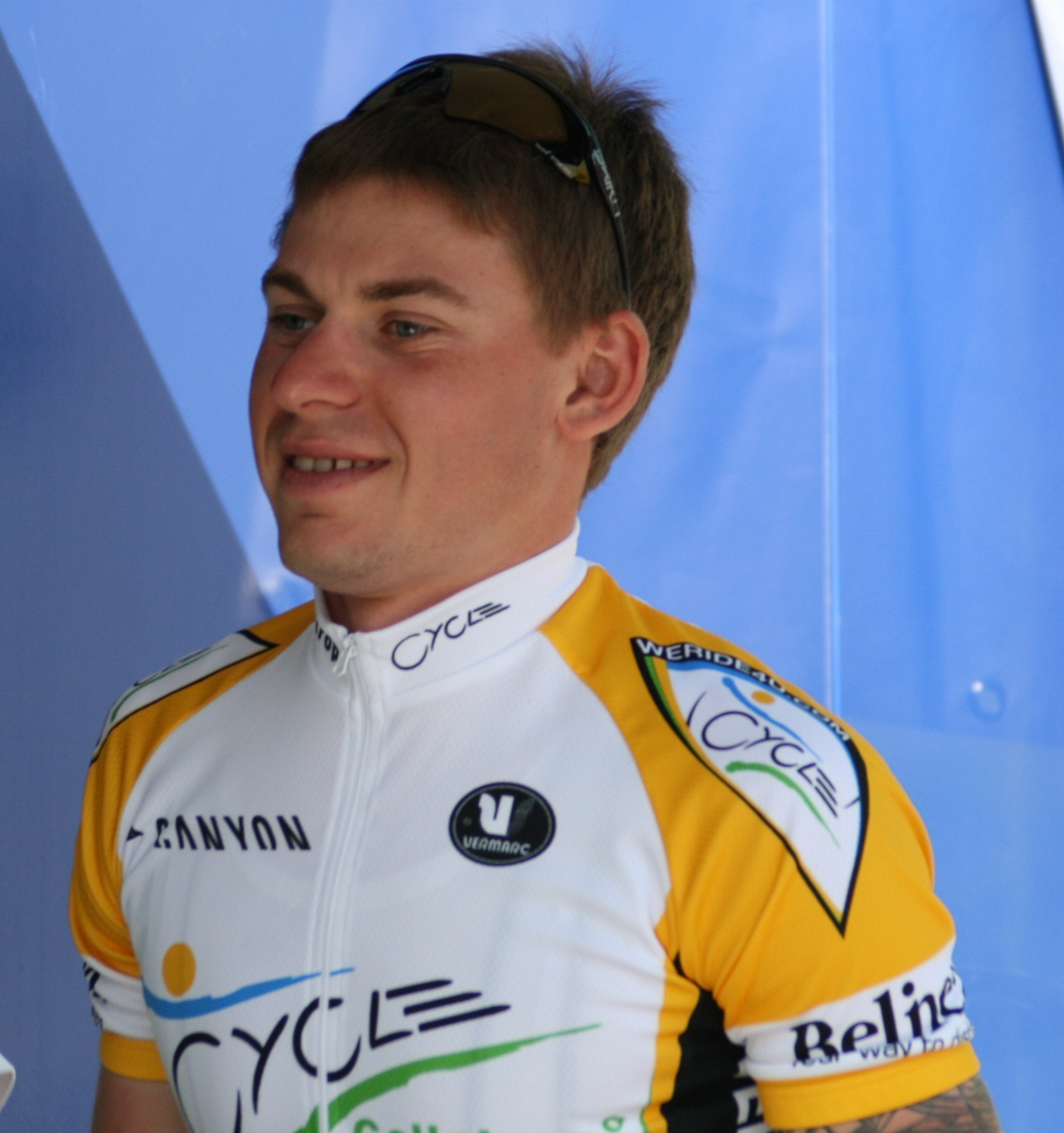
Sergei Kolesnikow

Sergei Alexandrowitsch Kolesnikow (russisch Сергей Александрович Колесников; * 10. März 1986) ist ein ehemaliger russischer Radrennfahrer.
Kolesnikow war zunächst vor allem auf der Bahn erfolgreich und gewann insbesondere bei den U23-Europameisterschaften 2005 mit dem russischen Team den Titel in der Mannschaftsverfolgung.
Auf der Straße fuhr Kolesnikow zunächst für das russische Continental Team Omnibike Dynamo Moscow. Seine erfolgreichste Saison war im Jahr 2006, als er neun internationale Rennen gewann, darunter die Gesamtwertungen der Etappenrennen Grand Prix of Sochi, Circuit des Ardennes und Tour of Hainan sowie die Tour du Finistère, ein Eintagesrennen der ersten Kategorie. Im selben Jahr belegte er Rang acht im U23-Straßenrennen der WeltmeisterschaftenDanach wechselte er zum Professional Continental Team Unibet.com, konnte aber außer der Silbermedaille bei den russischen Straßenmeisterschaften keine besonderen Erfolge erzielen. Von 2009 bis 2011 fuhr er wieder bei Continental Teams und konnte 2009 zwei internationale Rennen gewinnen.
Während seiner späteren Straßenkarriere bestritt Kolesnikow weiterhin Bahnrennen und wurde unter anderem mit seinen jeweiligen Partnern im Zweier-Mannschaftsfahren Dritter bei den Bahneuropameisterschaften 2008 und Sechster bei den Bahnweltmeisterschaften 2010.

## Erfolge
2005
- Europameister -Mannschaftsverfolgung (U23)

2006
- Classic Loire-Atlantique
- La Roue Tourangelle
- Gesamtwertung und eine Etappe Circuit des Ardennes
- Gesamtwertung Grand Prix of Sochi
- Tour du Finistère
- Riga GP
- Ruota d’Oro
- Gesamtwertung Tour of Hainan

2007
- Russische Meisterschaft – Straßenrennen

2008
- Europameisterschaft – Madison

2009
- Gesamtwertung Bałtyk-Karkonosze Tour
- eine Etappe Vuelta a Costa Rica

## Teams
- 2005 Omnibike Dynamo Moscow
- 2006 Omnibike Dynamo Moscow
- 2007 Unibet.com
- 2008 Cycle Collstrop
- 2009 Moscow
- 2010 Moscow
- 2011 Amore & Vita-Conad